# Aeroporto Internacional de Port Moresby
O Aeroporto Internacional de Port Moresby (em inglês: Port Moresby International Airport) (IATA: POM, ICAO: AYPY) é um aeroporto internacional localizado em Saraga, que serve principalmente Port Moresby, capital da Papua Nova Guiné, sende esse o principal aeroporto do país, o aeroporto também serve como hub principal da Air Niugini, principal companhia aérea do país.